# Androja
La androja es un embutido típico de la Montaña oriental leonesa asociado a la elaboración de la tradicional matanza del cerdo. Tal y cómo se recoge en libro de Fidel González Largo "Escenas costumbristas de la montaña leonesa" se trata de un embutido de forma similar a la morcilla y de color anaranjado. Su textura y sabor son características.

## Elaboración
Se coge 1 kg de unto fresco, picado fino. Se machacan 4 dientes de ajo y 2 cucharadas de pimentón y se adoba el unto o manteca de cerdo. Se echa poco a poco la harina ("la que admita", como se decía tradicionalmente), un poco de sal (2 cucharaditas) y se continúa añadiendo harina hasta que quede una masa con grumos, más bien sueltos. Se mete en tripa o en fardela de tela. Se cuece en el momento de comerlo, más o menos 1 hora. También se puede cocer envuelta en una hoja de repollo. Esta receta es de tradición oral de una vecina de la localidad leonesa de Las Salas.

## Consumo
Se conserva bien embutiéndola en tripas o bien en ollas metiéndose en una bolsa de tela en el momento de cocerla.
Se guardaba en sitios frescos, por lo que tradicionalmente se elaboraba y se consumía durante meses. Tiene una textura pastosa de forma que habitualmente se toma con ensaladas.
Otra manera de consumirla en vez de cocerla en tripa o fardela, es partirla en rodajas y hacerla a la plancha o en sartén. Con huevos fritos es un plato exquisito. De esta manera es similar al farinato de Salamanca.